# Therigatha

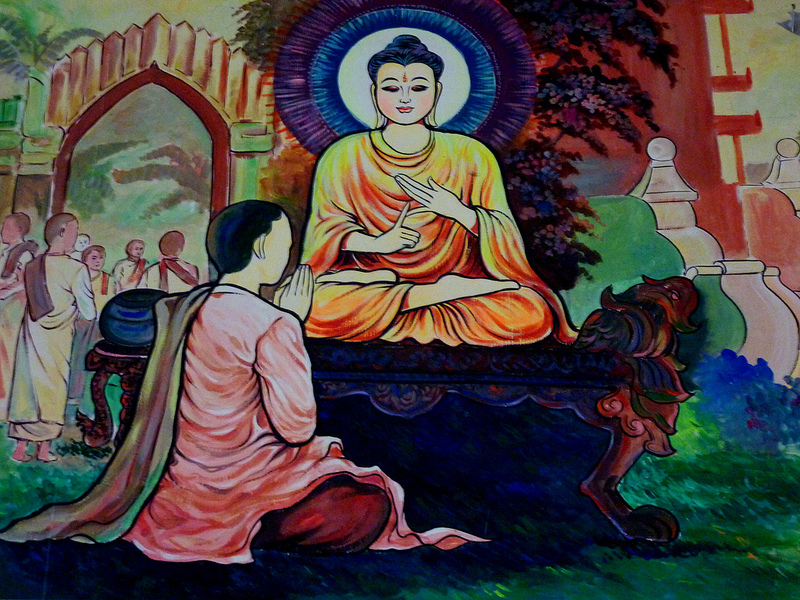
La ordenación de Mahapajapati, la primera monja budista y madrastra del Buda

El Therīgāthā, traducida como Versos de las Monjas Ancianas (Pāli: therī anciana (femenino) + gāthā versos), es una colección de textos budistas cortos sobre mujeres iluminadas que eran particularmente monjas ancianas]] (que habían experimentado más de 10 Vassas o períodos monzónicos). Los poemas datan de un período de trescientos años, algunos tan antiguos como en los finales del siglo VI a. C. Según Thanissaro Bhikkhu, la Therigatha es el "texto más antiguo que representa las experiencias espirituales de las mujeres en el budismo."
En el Canon Pāli, la Therigatha se clasifica como parte del Khuddaka Nikaya, la colección de libros cortos en el Sutta Pitaka. Consiste en 73 poemas organizados en 16 capítulos. Es el texto complementario de la Theragatha, versos atribuidos a monjes ancianos. Es la colección más antigua conocida de literatura femenina compuesta en la India.

## Resumen del texto
Los poemas en la Therigatha se compusieron oralmente en el idioma Magadhi y se transmitieron oralmente hasta aproximadamente el 80 a. C., cuando finalmente fueron escribieron en Pāli. Consiste en 494 versos; aunque los resúmenes atribuyen estos versos a 101 monjas diferentes, solo 73 hablantes identificables aparecen en el texto. Al igual que la Theragatha, está organizada en capítulos que se basan libremente en el número de versos de cada poema.
Si bien cada poema en la Theragatha tiene un hablante identificado, varios de los textos de la Therigatha son anónimos, o están relacionados con la historia de una monja pero no son hablados por ella; en un caso, ninguna monja parece estar presente, sino que el verso es hablado por una mujer que intenta disuadir a su esposo de convertirse en monje.
Más que en la Theragatha, parece haber habido incertidumbre entre diferentes recensiones sobre qué versos eran atribuibles a qué monjas; algunos versos aparecen en el Apadāna atribuidos a diferentes hablantes. Los poemas más largos más tarde en la colección aparecen en el metro Arya, abandonado relativamente temprano en la literatura pali, pero incluyen otras características indicativas de composición posterior, incluidas explicaciones de conexiones kármicas más típicas de textos posteriores como el Petavatthu y el Apadāna.
Una sección del Paramathadippani, un comentario atribuido a Dhammapala, proporciona detalles sobre la Therigatha.

## Composición e inspiración
El concepto de estética en la antigua India se basaba en la premisa central de los “sabores”, ocho estados emocionales clásicos conocidos como bhāva expresados en textos artísticos, cada una de las emociones con sus propios sabores asociados de la siguiente manera: amor y sensibilidad, humor cómico, dolor compasivo, ira furiosa, energía y heroico, miedo y aprensivo, disgusto y horrífico y asombro y maravilloso. La intención de estos sabores no era que la audiencia los experimentara directamente, sino que los “[saboreara] como una experiencia estética, distante de la emoción.”
Idealmente, un texto transmitiría un sabor dominante; si era lo suficientemente largo, se esperaba que proporcionara a la audiencia sabores complementarios también. Todos estos ocho sabores se pueden encontrar dentro de los escritos de la Therīgāthā, en parte debido al uso de símiles y “lámparas”, “una peculiaridad de la poesía en los idiomas indios…que permite a un poeta usar, por ejemplo, un adjetivo para modificar dos sustantivos diferentes, o un verbo para funcionar en dos oraciones separadas…En inglés, lo más cercano que tenemos a esto es el paralelismo combinado con elipsis.”

## Visión del cuerpo femenino
El Therīgāthā en su conjunto probablemente se recopiló durante varios siglos; como parte de la tradición oral preservada por los monjes, los versos pueden tener cierta semejanza con las actitudes sostenidas por las primeras comunidades budistas, y así pueden ilustrar al público sobre las actitudes a veces contradictorias hacia el cuerpo femenino en la tradición temprana del Theravāda.
La perspectiva paradójica de la tradición budista sobre las mujeres indica aún más complejidad dentro de la religión, así como la organización de la sociedad. A pesar de ser vistas como "físicamente y espiritualmente más débiles, menos inteligentes y más sensuales que los hombres," los monjes dependían en gran medida de la generosidad de las laicas para proporcionar apoyo financiero a la Sangha; alternativamente, las mujeres han sido retratadas de una manera más positiva—en ocasiones, las monjas han sido consideradas más capaces e iluminadas que la mayoría de los monjes. El hecho de que haya más alusiones complementarias a las laicas en el texto que a las monjas es confuso, lo que implica cierto prejuicio institucional contra las mujeres que renuncian a sus relaciones mundanas y responsabilidades familiares, un choque entre la fe y las expectativas culturales.
Un relato de la monja Subhā revela las opiniones budistas no solo sobre la forma femenina, sino sobre la forma física en general; mientras caminaba por el camino hacia un bosque de mangos, un bandido bloquea su camino y la acosa, intentando seducirla con apelaciones al deseo sensual, el miedo y las posesiones físicas, evocando emociones que la renunciación pretende superar. Ignorando su negativa, el bandido continúa elogiando sus ojos, a lo que ella se quita un ojo y se lo ofrece al hombre, lo que hace que él pida su perdón de inmediato. Demostrar tal desapego absoluto de su cuerpo libera a Subhā de los avances no deseados del bandido, así como ejemplifica el objetivo final del desapego en la Iluminación.

## Significado
A pesar de su pequeño tamaño, el Therigatha es un documento muy significativo en el estudio del budismo temprano y también es la colección más antigua conocida de literatura femenina. El Therigatha contiene pasajes que reafirman la visión de que las mujeres son iguales a los hombres en términos de logro espiritual, así como versos que abordan cuestiones de particular interés para las mujeres en la antigua sociedad del Sur de Asia.
Incluidos en el Therigatha están los versos de una madre cuyo hijo ha muerto (Thig VI.1 y VI.2), una ex trabajadora sexual que se convirtió en monja (Thig V.2), una rica heredera que abandonó su vida de placer (Thig VI.5) e incluso versos de la propia tía y madrastra del Buda, Mahapajapati Gotami (Thig VI.6).

## Autenticidad
Aunque generalmente se considera que el Therigatha es uno de los primeros ejemplos de textos que representan la vida espiritual de las mujeres, se cree que el texto pudo haber sido compuesto casi dos siglos después del fallecimiento del Buda. Si bien varios de los poemas del Therīgāthā están asignados a una autora, la cuestión de quién exactamente compiló los escritos es objeto de conjeturas.
Según Thānissaro Bhikkhu, "Algunos académicos han propuesto que el Therīgāthā fue compilado como parte del movimiento para proporcionar al budismo temprano piezas dramáticas como una forma de hacer la enseñanza atractiva para las masas”. El estilo de varios poemas dentro del texto apoya esta teoría; los textos se leen como diálogos o monólogos dramáticos en lugar de una representación realista de los eventos que se desarrollan en la vida de las monjas.
Thānissaro Bhikkhu argumenta además que la forma en que se introducen los poemas—"Estoy enfriada", "Estoy calmada" o "Desatada"—indican una falta de Iluminación, un apego restante al yo. Si bien muchos de los poemas relatan cómo las autoras alcanzaron la Iluminación, estos procesos son escasos en detalles considerados importantes en otros textos budistas. Por ejemplo, aunque estos textos indican que el abandono del apego al cuerpo es necesario para alcanzar la Iluminación, la falta de detalle indica que esto es una marca de la Iluminación total en lugar de ser simplemente una etapa en el proceso de despertar.
Esta falta de detalle es comprensible en una pieza dramática; la sobresaturación quita teatralidad, mientras que las historias comprimidas transmiten mensajes de manera más efectiva. Sin embargo, tomado como un relato verdadero, lleva a una descripción incompleta de la práctica del budismo.

## Traducciones
- Psalms of the Sisters, tr C. A. F. Rhys Davids, 1909; reimpreso en Psalms of the Early Buddhists, Pali Text Society, Bristol; traducción en verso
- Elders' Verses, tr K. R. Norman, volumen II, 1971, Pali Text Society, Bristol

Las dos traducciones han sido reimpresas en un solo volumen de bolsillo bajo el título Poems of Early Buddhist Nuns, sin las notas del Sr. Norman, pero incluyendo extractos del comentario traducido por la Sra. Rhys Davids.
- The First Buddhist Women: Translations and Commentaries on the Therigatha. traducido por Susan Murcott. Parallax Press. 1991. ISBN 978-0-938077-42-8.
- Songs of the Elder Sisters, una selección de 14 poemas del Therigatha traducidos en verso por Francis Booth (2009), edición digital (Kindle).
- Therigatha: Poems of the First Buddhist Women, traducido por Charles Hallisey, Murty Classical Library of India, Harvard University Press (enero de 2015), tapa dura, 336 páginas, ISBN 9780674427730.
- Poems of the Elders, An Anthology from the Theragatha and Therigatha, traducido por Ṭhānissaro Bhikkhu (Geoffrey DeGraff) (2015)
- Therigatha: Canti spirituali delle monache buddhiste con il commento Paramatthadipani di Dhammapala, traducción de Antonella Serena Comba, Lulu (2016), 513 páginas, ISBN 9781326047399.
- Therīgāthā: Book of Verses of Elder Bhikkhunis, traducido por Bhikkhu Mahinda (Anagarika Mahendra), Segunda Edición Bilingüe Pali-Inglés 2022, Dhamma Publishers, Roslindale MA; ISBN 9780999078143.
- Therigatha: Poemas budistas de mujeres sabias traducido al español por Jesús Aguado (2018)
- Verses of the Senior Nuns, traducido por Bhikkhu Sujato y Jessica Walton (2019), SuttaCentral.
- D. Rossella, Buddhismo al femminile. Therīgāthā. Le Poesie spirituali delle monache. Con una introduzione alla dottrina del Buddha e la storia dell’ordine monastico delle donne, Milán, Guerini e Associati, 2019, ISBN 978-88-6250-787-5 | https://www.guerini.it/index.php/prodotto/buddhismo-al-femminile/

## En línea en inglés
- Therigatha translation por Bhikkhu Mahinda
- Therigatha translation por Bhikkhu Sujato
- Therigatha Verses of the Elder Nuns Antología de pasajes seleccionados por Thanissaro Bhikkhu
- Psalms of the Early Buddhists: I. Psalms of the Sisters, Londres: Pali Text Society, 1909. Traducción de 1909 del Therigatha completa por Caroline A. F. Rhys Davids. "Las 73 canciones están organizadas por longitud; cada una está precedida por el comentario de Dhammapala del siglo V EC. El apéndice incluye traducciones de 10 canciones de theri de otra fuente, el Bhikkhuni-samyutta, aparentemente contemporáneo con el Therigatha. Note especialmente la segunda sección de la introducción de Rhys Davids, en la que discute las vidas y creencias de los theri, y desde la cual se puede vincular a canciones que tratan temas específicos, por ejemplo, libertad, paz."[9]

## Obras relacionadas
Una colección adicional de escrituras sobre el papel y las habilidades de las mujeres en el sangha (budismo) temprano se encuentra en la quinta división del Samyutta Nikaya, conocida como el Bhikkhunī-Saṃyutta "Discursos vinculados de las monjas".
Algunas de las monjas cuyos versos se encuentran en el Therigatha también tienen versos en el libro del Khuddaka Nikāya conocido como el Apadāna, a menudo llamado Historias biográficas en inglés. El Theri Apadāna contiene versos de 40 monjas budistas que relatan sus acciones en vidas pasadas. Además, también existen dos textos Avadāna del Mūla-Sarvāstivādin: el Avadānasataka (que sobrevive en sánscrito, tibetano y chino) y el Karmasataka (solo sobrevive en tibetano).
También hay un comentario en lengua pali sobre el Therigatha del monje medieval Theravada Dhammapāla. Una traducción de William Pruitt (1998) ha sido publicada por la Pali Text Society como Comentario sobre los versos de las Theris: Therigatha-atthakatha: Paramatthadipani VI.
Además, hay un comentario Theravada sobre el Aṅguttara Nikāya que proporciona historias detalladas de los discípulos del Buda, incluyendo sus vidas pasadas y sus acciones. Una sección de este texto, el comentario Etadagga-vagga, proporciona un extenso trasfondo sobre 13 monjas destacadas que también son mencionadas en el Therigatha. Estas biografías han sido traducidas por Ānandajoti Bhikkhu.

### Obras modernas
Un estudio moderno del texto es Women in the Footsteps of the Buddha: Struggle for Liberation in the Therigatha (1998) de Kathryn R. Blackstone.
Vijitha Rajapakse ha escrito un análisis de los temas feministas, religiosos y filosóficos del Therigatha en The Therīgāthā: A Revaluation (2000) en inglés.
Kyung Peggy Kim Meill también ha escrito un estudio sobre el trasfondo social de las mujeres en el texto llamado Diversity in the Women of the Therīgāthā (en inglés) (2020).
Una colección reciente de poemas originales inspirados en el Therigatha por el poeta Matty Weingast ha sido publicada por Publicaciones shambhala como The First Free Women: Poems of the Early Buddhist Nuns. Se describe como una "adaptación contemporánea y radical" en la contraportada del libro, y el autor admite que no son "traducciones literales".
Al menos un crítico lo ha descrito como una "traducción", aunque expresa dudas sobre cuánto del original está oculto por la adaptación del poeta. Otra crítica, Liz Wilson, describe el lenguaje como "fresco" y "audaz". Sin embargo, Wilson señala que, aunque en algunos casos "ha producido un poema que sigue de cerca el lenguaje del original, en otros casos, el poema es más una trans-creación que una traducción."
Monjes y monjas budistas también han proporcionado críticas más serias de esta obra. La monja budista Ayya Sudhamma ha descrito el libro como engañoso y con solo una "conexión superficial" con los originales. Bhikkhu Akaliko, en una extensa revisión del libro, concluye que es "una apropiación cultural irrespetuosa" que borra las voces de las antiguas monjas budistas y las reemplaza con la voz del autor, quien distorsiona las enseñanzas budistas del original.
El autor vietnamita estadounidense An Tran caracteriza la traducción de Weingast como posiblemente egoísta y una fantasía antitética al mundo budista del original: "Los poemas de Weingast tienen poca o ninguna semejanza con los poemas de las Monjas Ancianas. A menudo eliminan conceptos como el renacimiento, el karma y los logros espirituales, reemplazando estas doctrinas budistas clave con distorsiones derivadas del modernismo budista, el movimiento revisionista postcolonial originado en el siglo XIX, que buscaba reimaginar el budismo en la forma de filosofía racionalista y humanismo romántico (un enfoque más atractivo en Occidente)."